# Baileya latebricola
Baileya latebricola är en fjärilsart som beskrevs av Augustus Radcliffe Grote 1863. Baileya latebricola ingår i släktet Baileya och familjen trågspinnare. Inga underarter finns listade i Catalogue of Life.